# Ptilotula flavescens
El mielero amarillento (Ptilotula flavescens) es una especie de ave paseriforme de la familia Meliphagidae propia del norte de Australia y el sureste de Nueva Guinea. Su hábitat natural son los bosques húmedos tropicales de tierras bajas y los manglares.

## Taxonomía
Fue descrito científicamente en 1840 por el ornitólogo inglés Gould, con el nombre binomial Ptilotis flavescens. Posteriormente el mielero amarillento se clasificó en el género Lichenostomus, hasta que fue trasladado al género Ptilotula tras un análisis filogenético publicado en 2011 que demostraba que el género original era polifilético.